# 芝田優作
芝田 優作（しばた ゆうさく）は、日本の漫画家。男性。2009年に『週刊少年ジャンプ』（集英社）に掲載された「明治百機八匣譚DENGI」でデビュー。2021年より『Vジャンプ』（同）にて、『DRAGON QUEST -ダイの大冒険-』の外伝作品「ドラゴンクエスト ダイの大冒険 勇者アバンと獄炎の魔王」を連載している。

## 来歴
東京藝術大学に入学し、卒業。
第20回（2009年2月期）JUMPトレジャー新人漫画賞（審査員：村田雄介）にて、「ARMORED－アーマード－」で準入選受賞。『週刊少年ジャンプ』（集英社）2009年35号に第5回金未来杯参加作として掲載された「明治百機八匣譚DENGI」でデビューを果たす。『赤マルジャンプ』（集英社）2009 SUMMERに第20回JUMPトレジャー新人漫画賞準入選受賞作「ARMORED－アーマード－」を掲載。
2013年に『ジャンプVS』に掲載された「ヨアケモノ」の読み切りが好評を得たことにより、『週刊少年ジャンプ』にて2014年34号から50号まで連載。
2019年から『週刊少年ジャンプ』にて、2020年1号から19号まで『ZIPMAN!!』を連載。

## 人物
『ONE PIECE』に扉絵リクエストを応募して採用されたことがある。『斉木楠雄のΨ難』のオマケページで登場人物の灰呂杵志を描いたことがある。
父親は東映アニメーション所属のアニメーション演出家の芝田浩樹。後に息子がスピンオフ漫画の作画を担当する『DRAGON QUEST -ダイの大冒険-』の旧アニメシリーズにも関わっていた。
妹のシバタヒカリも漫画家である。

## 作品リスト

### 連載
- ヨアケモノ（『週刊少年ジャンプ』2014年34号[7] - 50号）
- 花侍のサハラ（『ジャンプGIGA』2016 vol.1 - 2016 vol.4）
- ZIPMAN!!（『週刊少年ジャンプ』2020年1号[8] - 19号）
- ドラゴンクエスト ダイの大冒険 勇者アバンと獄炎の魔王（原作：三条陸、『Vジャンプ』2020年12月号 - 連載中） - 『DRAGON QUEST -ダイの大冒険-』の公式スピンオフ作品（本編の前日談）。

### 読み切り
- 明治百機八匣譚DENGI（『週刊少年ジャンプ』2009年35号[4]） - デビュー作[1]、読切センターカラー47P、第5回金未来杯参加作品[4]
- ARMORED－アーマード－（『赤マルジャンプ』2009 SUMMER[5]） - 読切45P、第20回JUMPトレジャー新人漫画賞準入選受賞作品[5]
- ENMA GAVEL（『週刊少年ジャンプ』2011年9号） - センターカラー49P
- ヨアケモノ（『ジャンプVS』[6]） - 47P
- ZIPPO!!（『少年ジャンプNEXT!!』2015 vol.4[13]） - 巻頭カラー48P

### 書籍
- 『ヨアケモノ』集英社〈ジャンプコミックス〉、2014年 - 2015年、全2巻
- 『花侍のサハラ』集英社〈ジャンプコミックス〉、2016年12月2日発売[14]、全1巻ISBN 978-4-08-880877-2
- 『ZIPMAN!!』集英社〈ジャンプコミックス〉、2020年[15]、全2巻
- 『ドラゴンクエスト ダイの大冒険 勇者アバンと獄炎の魔王』原作：三条陸、集英社〈ジャンプコミックス〉、2021年[2] - 、既刊13巻（2025年8月4日現在）

## 関連人物

### 師匠
- 尾田栄一郎[16] - 『ONE PIECE』連載時代[17][18]
- 大石浩二 - 『いぬまるだしっ』連載時代[19]
- 堀越耕平 - 『逢魔ヶ刻動物園』連載時代[20]
- 天望良一 - 『亡国のジークフリート』連載時代。『ONE PIECE』アシスタントの先輩でもある[17]
- 加藤和恵[21]

### アシスタント仲間
- 平方昌宏 - 大石の『いぬまるだしっ』アシスタント時代[19]

### 同級生
- 後藤逸平 - 予備校・東京芸術大学時代[22][23]
- 白浜鴎 - 東京芸術大学時代[22]
- 井関修一 - 東京芸術大学時代[22]